# Ysis Sonkeng
Ysis Amariele Sonkeng (Baleveng, 20 settembre 1989) è una calciatrice camerunese, che gioca come difensore per il Canon Sportif de Yaoundé e la nazionale femminile di calcio del Camerun. Ha inoltre partecipato alle Olimpiadi di Londra 2012.

## Carriera

### Club
Ha iniziato la sua carriera professionale nel 2008 con il Canon Sportif de Yaoundé, guidata in quel momento da Céline Eko. È stata selezionata per gli allenamenti e alcune partite della squadra nazionale e ha partecipato al Campionato africano femminile di calcio 2008.
Nell'estate del 2010, è entrata a far parte di uno dei club rivali di Yaoundé, il Louves Minproff. Ha partecipato nuovamente al Campionato africano femminile di calcio 2010 a novembre 2010 in Sudafrica, dove la squadra "delle leonesse" è stata una delle semi-finaliste. Selezionata per le Olimpiadi estive nel 2012, ha avuto la sfortuna di fare autogol nella partita contro la Nuova Zelanda.
In autunno 2012 si è trasferita al Bayelsa Queens, dove ha trovato le sue colleghe della nazionale Ndengue Perial, Carine Mbuh Ndoum Yoh e Jacqueline Ada.

### Nazionale
Ha partecipato al nuovo Campionato africano femminile di calcio 2012 (dove il Camerun ha concluso il torneo al terzo posto), ed il Campionato africano femminile di calcio 2014, dove la squadra è arrivata più in alto, classificandosi seconda. Uno degli obiettivi della squadra nazionale a quel punto era diventato il Campionato africano femminile di calcio 2016, di cui il Camerun era il paese organizzatore. Ha giocato la Coppa del mondo femminile 2015 in Canada, per la prima partecipazione del suo paese alle fasi finali ("le leonesse" sono state battute negli ottavi di finale). È stata menzionata come possibile capitana della squadra nazionale per la CAN 2016, dove la nazionale camerunese ha finito la competizione nuovamente al secondo posto, dietro la nazionale femminile della Nigeria. Ha partecipato nuovamente alla Coppa d'Africa 2018. È stata selezionata per la nazionale camerunese al Campionato mondiale femminile di calcio Francia 2019.